# 珍·诗琳普顿
珍·詩琳普頓（Jean Shrimpton，1942年11月7日—），英国超級名模，Revlon品牌的代言人。詩琳普頓登上過《Vogue》、《Vanity Fair》及《Times》等雜誌封面。